# Камисоль

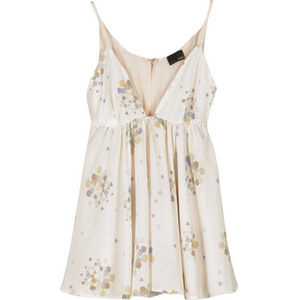
Камисоль из шёлка

Камисо́ль (фр. camisole «камзол») — предмет женского нижнего белья, представляющий собой короткий топ на бретельках свободного покроя или в обтяжку. По сути является облегчённой и укороченной версией комбинации.
Изготавливается из различных видов ткани, таких как кружево, атлас, хлопок, вискоза и других. Оформление может разниться: бывает с вышивкой, рисунком, в комплекте с трусиками или без них. Камисоль может носиться как предмет нижнего белья и в некоторых случаях как деталь верхней одежды.